# Giovanni Bembo
Giovanni Bembo (21 augustus 1543 - 16 maart 1618) was de 92ste Doge van Venetië, en regeerde vanaf zijn verkiezing op 2 december 1615 tot zijn dood. Zijn regering is bekend vanwege een verdrag met de Staten-Generaal der Nederlanden om elkaar bij te staan (1616), door de overwinningen in de oorlog om Gradisca d'Isonzo (1617) en het Bedmar complot (1618) waarin de Spaanse ambassadeur in Venetië, Alfonso de la Cueva, markies van Bedmar, probeerde de republiek te destabiliseren.

## Achtergrond, 1543-1615
Giovanni was de zoon van Augustine Bembo en Chiara Del Basso. De Bembo's waren een van de 24 vecchie, de oude Venetiaanse adellijke families. Al in het jaar 697 behoorden zij tot de elite, en leverden heiligen, dichters, theologen en militairen. De moeder van Giovanni Bembo voorzag Bembo van een omvangrijke erfenis, die hij deelde met zijn enige broer.
Bembo monsterde aan als bemanningslid van een galei toen hij 12 jaar oud was, en bleef 16 jaar aan boord. Hij vocht tijdens de slag bij Lepanto in 1571, waarbij hij ondanks verschillende verwondingen grote moed aan de dag legde. Na zijn goede prestaties - er werden drie schepen van de 117 veroverd - werd Bembo aangesteld als provveditore (commandant). Hij onderscheidde zich tijdens zijn aanstelling en diende achtereenvolgens als savio (wijze man en lid van een college), consigliere (adviseur of raadsman) en procurator (een soort adeldom voor het leven).
De macht van de stad nam evenwel snel af na 1573 en ook het aantal inwoners.
Bembo belegerde rond 1601 de steden Rijeka en Triëst die door de Uskokken waren bezet.

## Regering als Doge van Venetië, 1615-1618

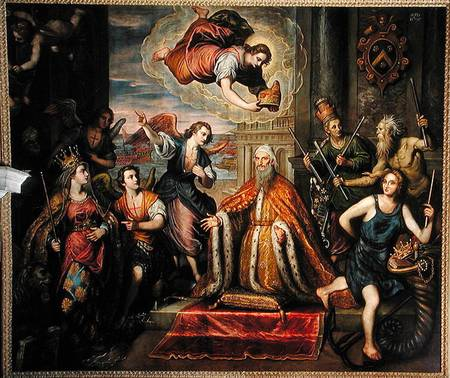
Dit schilderij door Domenico Tintoretto toont Giovanni Bembo terwijl hij knielt voor de personificatie van de Republiek Venetië.

Marcantonio Memmo stierf op 31 oktober 1615, en liet geen duidelijke keuze voor een opvolger achter. De oude adellijke families (de vecchie factie) waren verdeeld tussen twee kandidaten, terwijl de nieuwe adellijke families (de nuove factie) niet in staat waren zich achter één kandidaat te scharen. Na verschillende stemmingsronden (114) waren de 41 kiesmannen niet in staat om een kandidaat te kiezen, wat tot rellen in Venetië leidde. Uiteindelijk werd op 2 december 1615 een compromis bereikt en Bembo, een 78-jarig en gematigd lid als Doge werd gekozen. Zoals gebruikelijk werden er voor deze gelegenheid uitgebreide feesten gehouden, destijds een van de voornaamste attracties van de stad.
Sinds 1613 werd Venetië lastiggevallen door de Uskokken piraten, die vooral vanuit Senj, in de Kroatische Krajina, schepen aanvielen. De Uskokken werden aangemoedigd door Ferdinand II, aartshertog van Binnen-Oostenrijk. Op 10 januari 1615 kwam het tot een bloedbad in Karlobag.
Bembo's eerste daad als Doge was dan ook om Oostenrijk de oorlog te verklaren, de zogenaamde oorlog om Gradisca. De strijd vond plaats in Friuli, Gradisca d'Isonzo, Gorizia, en Istria. Venetië had militair de overhand, en troepen onder Francesco Erizzo belegerden met succes Gradisca d'Isonzo tot de aankomst van troepen geleid door Albrecht von Wallenstein, waarna Venetië naar vrede zocht. Op 27 september 1617 werd in Parijs een vredesverdrag getekend. De Uskokken werden naar Carniola, het binnenland van Kroatië getransporteerd en hun schepen zijn verbrand.
In 1617-18 probeerde de markies van Bedmar, de Spaanse ambassadeur in Venetië, de republiek te destabiliseren door onenigheid te zaaien, opdat Spaanse schepen de lagune van Venetië zouden kunnen binnenvaren en de macht overnemen. Bembo nam deel aan de raadsvergaderingen om de Spanjaarden te stoppen - men zag overal Spaanse spionnen en lieden die zich probeerden te verrijken aan de oorlog - maar Bembo overleed op 16 maart 1618. Het is niet bekend waar hij werd begraven.

## Nasleep
Venetië had al jaren onenigheid over de jurisdictie met de Kerkelijke Staat, gesteund door Spanje. Spanje probeerde nog meer invloed te verkrijgen door een samenzwering op touw te zetten met een klein aantal Franse huursoldaten en Venetiaanse edelen. Op 17 mei werden twee samenzweerders gewurgd. De lijken werden de volgende dag tentoongesteld op de "piazzetta". Nog geen week later vielen de volgende slachtoffers; de stad zou zijn verraden aan de gouverneur van Milaan, die de doorluchtige Republiek bij Crema met troepen zou binnenvallen. Bedmar verliet Venetië en is in 1622 benoemd als gezant en kardinaal in de Zuidelijke Nederlanden; Pedro Álvarez de Toledo werd teruggeroepen naar Spanje. Alleen de onderkoning van Napels bleef in functie. Het is nog steeds onduidelijk wat er is gebeurd, want belangrijke akten zijn verdwenen.
Het verhaal over de samenzwering is in 1674 gebruikt door César Vichard de Saint-Réal in een historisch werk Conjuration des Espagnols contre la République de Venise en l'année M. DC. XVIII, en in 1682 door Thomas Otway in zijn belangrijke toneelstuk Venice Preserv'd, or A Plot Discover'd. De samenzweringstheorie is opnieuw uitgezocht door Leopold von Ranke in zijn Über die Verschwörung gegen Venedig, im Jahre 1618.

## Venetië en de Republiek der Verenigde Nederlanden
De vloot van twaalf schepen, die in mei 1618 onder admiraal Melchior van den Kerckhove vanuit Texel naar Venetië was uitgezeild, leed in velerlei gevechten tegen de Napolitanen, dat onder Spaans bestuur viel, en Spanjaarden grote verliezen.
 Het reeds eerder naar Venetië vertrokken hulpleger 3.100 man onder graaf Johan Ernst van Nassau-Siegen (1582-1617), en ook de troepen van enkele andere Nederlandse aanvoerders slonken in enkele jaren weg door desertie. Toen de vrede was getekend, dreigde opnieuw Habsburgs gevaar, en wel van de zijde van de gouverneur van Milaan en Pedro Téllez-Girón, de derde hertog van Ossuna, de tamelijk onafhankelijke Spaanse onderkoning van Napels.
Venetië sloot in 1619 voor vijftien jaar een verdrag met de Republiek dat ongeveer als volgt luidde: als een van de beide republieken gedwongen werd openlijk een oorlog aan te gaan, zou de ander bijstaan met een maandelijkse subsidie van 50.000 gulden. Venetië kon naar verkiezing in plaats daarvan schepen of troepen vragen. Waren beide republieken in oorlog, dan hield elke verplichting op tot subsidiebetaling.
Vanwege de enorme oorlogslasten kreeg de Republiek Venetië tussen 1619 en 1621 te kampen met een zware financiële crisis, waardoor niet alleen een aantal Amsterdamse kooplieden, zoals Jacques Nicquet in de problemen kwamen. Ook Spanje, Engeland en de Duitse vorstendommen zagen zich geconfronteerd met de toenemende monetaire gevolgen van de oorlog. Enkele Amsterdamse reders, waaronder Louis de Geer en Elias Trip sponnen garen bij de internationale wapenhandel en het zwaartepunt van de handel verschoof zich meer en meer naar het noorden.